# Марциена
Ма́рциена (латыш. Mārciena) — населённый пункт в Мадонском крае Латвии. Административный центр Марциенской волости. Находится на реке Арона (приток Айвиексте). Расстояние до города Мадона составляет около 14 км. По данным на 2017 год, в населённом пункте проживало 632 человека.
В селе расположена железнодорожная платформа Марциена на линии Плявиняс — Гулбене. Есть также волостная администрация, начальная школа, дом культуры, библиотека, почтовое отделение и православная церковь.

## История
Впервые упоминается в 1213 году. К началу XX века село являлось центром поместья Марциена.
В советское время населённый пункт был центром Марциенского сельсовета Мадонского района. В селе располагалась центральная усадьба колхоза «Зелта друва».